# Russell Todd
Russell Todd, właśc. Russell Todd Goldberg (ur. 14 marca 1958 w Albanach, w stanie Nowy Jork) – amerykański aktor telewizyjny i filmowy.

## Życiorys
Jest pochodzenia francusko-kanadyjsko-irlandzkiego.
W 1976 ukończył szkołę średnią. Na przełomie lat siedemdziesiątych i osiemdziesiątych był popularnym modelem. To zajęcie pomagało mu w zdobywaniu ról filmowych. Russell szczególną popularność zdobył w filmach Piątek, trzynastego II (Friday the 13th Part 2, 1981), gdzie wcielił się w drugoplanową postać nastoletniego obozowicza Scotta, śmiertelnej ofiary szaleńczego Jasona Voorheesa, oraz Gdzie są ci chłopcy (Where the Boys Are '84, 1984). Za występ w tym drugim filmie w 1985 był wprawdzie nominowany do Złotej Maliny jako najgorsza nowa gwiazda, ale i tak zdobył nim uznanie widowni. Na sukces aktora złożyły się także popularne seriale telewizyjne, w tym Moda na sukces (The Bold and the Beautiful), które prym wiodły w latach osiemdziesiątych i dziewięćdziesiątych.
Obecnie Russell mieszka w Los Angeles i pracuje w agencji operatorskiej. Jego żoną była aktorka Cheryl Andrei Todd; para ma dwójkę dzieci.

## Filmografia

### Filmy
- 1980: He Knows You're Alone jako Donny (chłopak w samochodzie)
- 1981: Piątek, trzynastego 2 (Friday the 13th Part 2) jako Scott
- 1984: Gdzie są ci chłopcy (Where the Boys Are '84) jako Scott Nash
- 1986: Roboty śmierci (Chopping Mall) jako Rick Stanton
- 1989: Szeryf z Randado (The Law at Randado, TV)
- 1990: Face the Edge jako Nick
- 1990: Słodkie zabójstwo (Sweet Murder) jako Del
- 1990: Strzały na pograniczu (Border Shootout) jako Clay Jordan
- 1996: Club V.R. jako Tam
- 2009: His Name Was Jason: 30 Years of Friday the 13th (TV)

### Seriale telewizyjne
- 1982: Capitol jako Jordy Clegg
- 1985-1986: Riptide jako Tony Guirilini
- 1987: Gliniarz i prokurator (Jake and the Fatman) jako Sean Thompson
- 1988: High Mountain Rangers jako Jim Cutler
- 1990-1993: Inny świat (Another World) jako dr James Jamie Frame
- 1993: Żar młodości (The Young and the Restless) jako Brad Carlton
- 1995: Moda na sukces (The Bold and the Beautiful) jako Jerry Birn